# Galalita

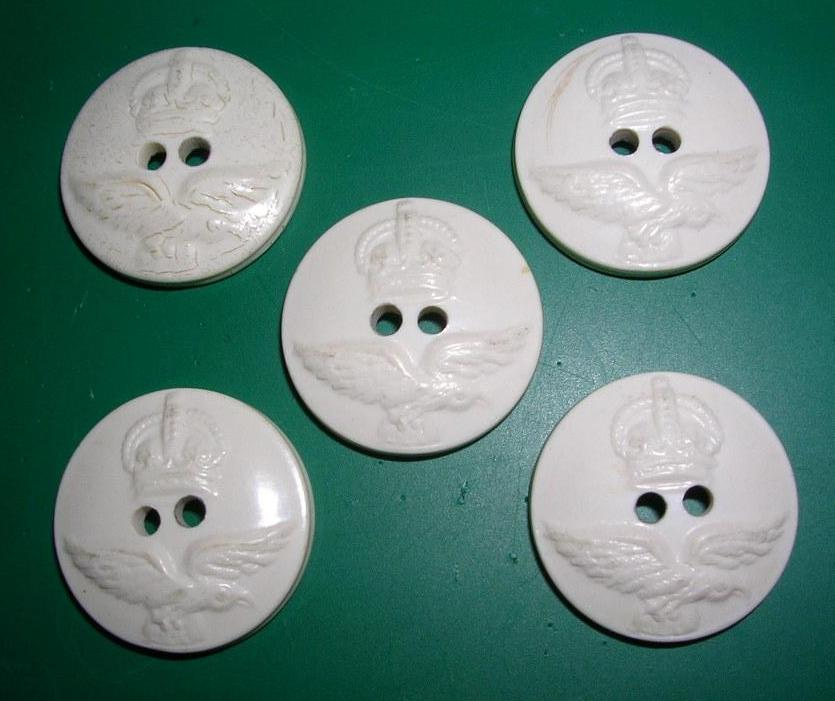
Botones blancos de galalita de la RAAF anteriores a 1953. (El botón superior izquierdo muestra agrietamiento por haber sido calentado durante el lavado.)

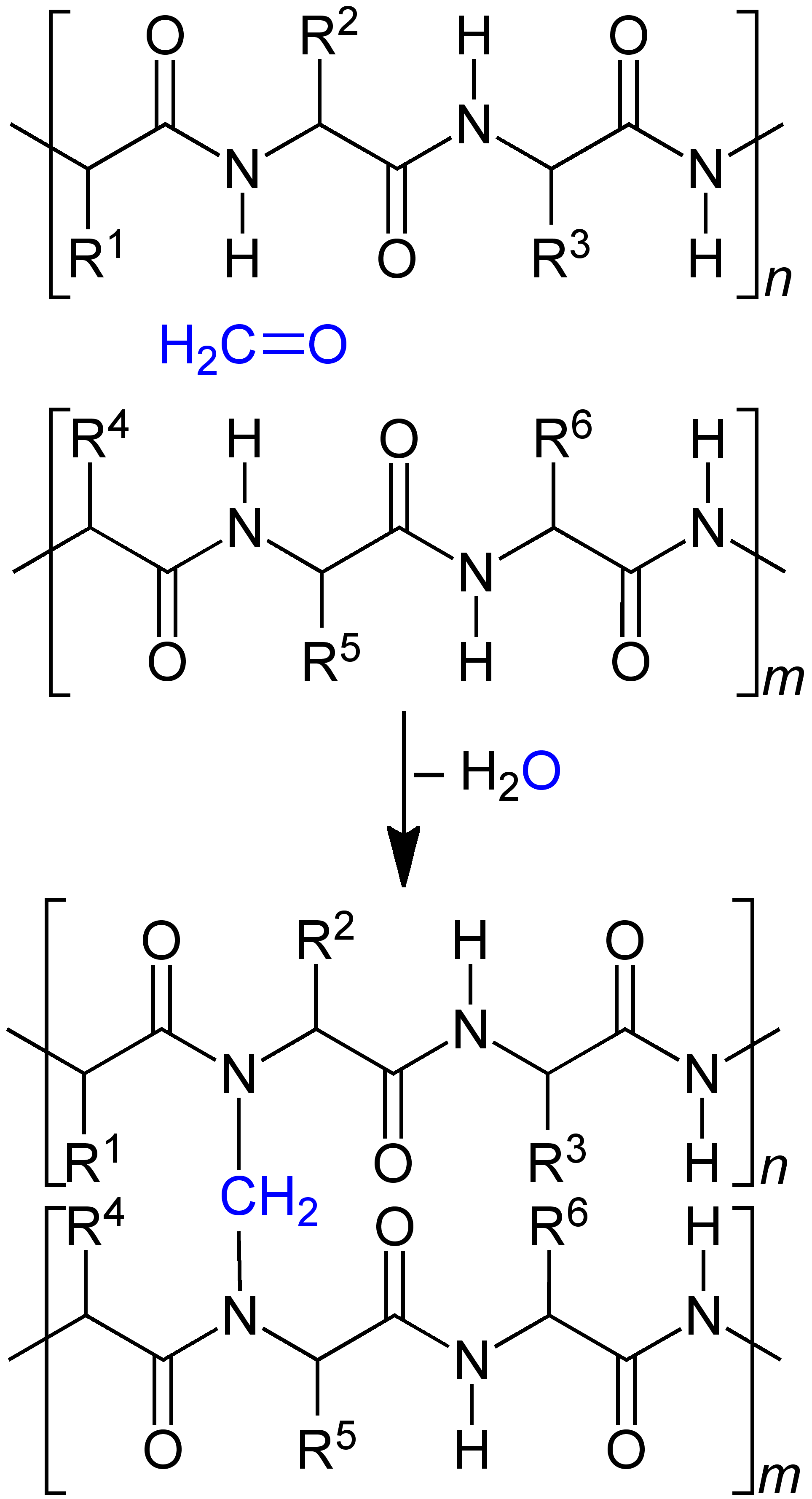
Esquema de la reacción química de dos proteínas (arriba) con formaldehído (H_{2}CO))

Se denomina galalita, caseína-formaldehído, marfil artificial o hueso artificial al material plástico duro que se obtiene de la caseína y el formol.

## Historia
En 1897, el propietario de prensas de impresión de gran escala de Hannover, Wilhelm Krische fue encargado de desarrollar una alternativa a los encerados de pizarra negra, para lograr un fondo blanco que permitiese utilizar otros materiales de escritura. El plástico resultante hecho a partir de la caseína, una proteína láctea, fue desarrollado en colaboración con el químico austríaco (Friedrich) Adolph Stipteler (1846–1940). Mezcló leche agria con formaldehído y la caseína reaccionó formando un material duro pero fácil de moldear. El resultado final no fue apto para el propósito original. (En 1893, el químico francés Auguste Trillat ya había descubierto los medios para insolubilizar la caseína por inmersión en formaldehído.)
Tal fue el comienzo de los plásticos de proteína, sustancias brillantes, parecidas al hueso y que se emplearon para la fabricación de joyas, hebillas, peines, bolas de billar, botones de ropa y teclas de bandoneón. Su uso fue intenso, especialmente en la segunda y tercera década del siglo XX (principalmente en Alemania y Francia) hasta que fue reemplazada por el desarrollo de nuevos materiales plásticos inorgánicos.

## Fabricación
La caseína, en tanto material blando, soluble y muy susceptible a la putrefacción, no es de directa aplicación comercial (fuera del ámbito de la alimentación). Para obtener la galatita, se sumergen tubos y varillas de caseína en formaldehído al 4,5 %. El tiempo requerido para la elaboración puede llegar a varios meses (incluyendo el período de secado). El formaldehído debe penetrar profundamente en el material y el secado debe efectuarse lentamente para evitar quebraduras o torceduras en las varillas. Si durante el secado ocurren dichos contratiempos, se pueden remediar sumergiendo el material en agua hirviendo y enfriándolo en moldes a presión.
El material resultante es termoplástico, por lo tanto puede moldearse al calor, pero carece de flexibilidad. Es resistente a las tensiones medias, pero no a los impactos, lo que explica que, por ejemplo, cuando un botón de bandoneón cae al piso, generalmente se parte. La plasticidad de la galatita es limitada y son pocos los artículos que pueden moldearse con aristas agudas y huecos profundos. Los moldes para trabajar la mezcla deben ser metálicos y refrigerados con agua. La presión de trabajo debe ser de unos 200 kgf/cm² estables hasta que el material se haya enfriado lo suficiente como para conservar su forma.